# Comuna Florești-Stoenești, Giurgiu
Florești-Stoenești este o comună în județul Giurgiu, Muntenia, România, formată din satele Florești, Palanca și Stoenești (reședința).

## Așezare
Comuna se află la marginea de nord a județului, la limita cu județul Dâmbovița, pe malurile râului Sabar și pe malul drept al Argeșului. Este străbătută de autostrada București-Pitești, pe care este deservită de o ieșire. Această ieșire duce în șoseaua județeană DJ401, care o leagă mai departe spre sud de Bolintin-Vale, și spre nord-vest de Găiseni, și mai departe în județul Dâmbovița de Potlogi, Odobești, Costeștii din Vale, Mătăsaru, Mogoșani și Găești (unde se termină în DN7). Din acest drum, lângă Florești se ramifică șoseaua județeană DJ404, care duce spre est la Ulmi și mai departe în județul Dâmbovița la Brezoaele.

## Demografie
Componența etnică a comunei Florești-Stoenești
     Români (96,29%)
     Alte etnii (0,2%)
     Necunoscută (3,51%)
Componența confesională a comunei Florești-Stoenești
     Ortodocși (94,69%)
     Adventiști (1,03%)
     Alte religii (0,44%)
     Necunoscută (3,84%)
Conform recensământului efectuat în 2021, populația comunei Florești-Stoenești se ridică la 9.456 de locuitori, în creștere față de recensământul anterior din 2011, când fuseseră înregistrați 9.173 de locuitori. Majoritatea locuitorilor sunt români (96,29%), iar pentru 3,51% nu se cunoaște apartenența etnică. Din punct de vedere confesional, majoritatea locuitorilor sunt ortodocși (94,69%), cu o minoritate de adventiști (1,03%), iar pentru 3,84% nu se cunoaște apartenența confesională.

## Politică și administrație
Comuna Florești-Stoenești este administrată de un primar și un consiliu local compus din 15 consilieri. Primarul, Constantin Dumitru[*], de la Partidul Național Liberal, este în funcție din octombrie 2020. Începând cu alegerile locale din 2024, consiliul local are următoarea componență pe partide politice:
|  | Partid                    | Consilieri | Componența Consiliului | Componența Consiliului | Componența Consiliului | Componența Consiliului | Componența Consiliului | Componența Consiliului | Componența Consiliului | Componența Consiliului | Componența Consiliului | Componența Consiliului | Componența Consiliului | Componența Consiliului |
|  | ------------------------- | ---------- | ---------------------- | ---------------------- | ---------------------- | ---------------------- | ---------------------- | ---------------------- | ---------------------- | ---------------------- | ---------------------- | ---------------------- | ---------------------- | ---------------------- |
|  | Partidul Național Liberal | 12         |                        |                        |                        |                        |                        |                        |                        |                        |                        |                        |                        |                        |
|  | Partidul Volt Romania     | 3          |                        |                        |                        |                        |                        |                        |                        |                        |                        |                        |                        |                        |

## Istorie
La sfârșitul secolului al XIX-lea, pe teritoriul actual al comunei funcționau în plasa Sabarul a județului Ilfov comunele Florești și Stoenești-Palanga. Comuna Florești, formată din satele Floreștii de Jos și Floreștii de Sus, avea 1445 de locuitori ce trăiau în 370 de case și în ea existau o biserică și o școală mixtă. Comuna Stoenești-Palanga, cu satele Drugănești, Deleni, Gogora, Icoana, Palanga, Pălănguța și Stoenești, avea o populație de 2419 locuitori; aici existau o școală mixtă și cinci biserici (la Drugănești, Deleni, Icoana, Palanga și Stoenești).
Anuarul Socec din 1925 consemnează formarea comunei într-o formă aproape de cea actuală, în plasa Bolintinul de Jos a aceluiași județ. Ea se numea Stoenești-Florești și avea 6032 de locuitori în satele Floreștii de Jos, Floreștii de Sus, Palanga, Stoenești și Icoana.
În 1950, comuna a fost transferată raionului Răcari și apoi (după 1952) raionului Titu din regiunea București. În 1968, comuna a trecut la județul Ilfov, în alcătuirea actuală, tot atunci satele Floreștii de Jos și Floreștii de Sus fiind unite pentru a forma satul Florești. În 1981, o reorganizare administrativă regională a dus la transferarea comunei la județul Giurgiu.

## Monumente istorice
În comuna Florești-Stoenești se află două monumente istorice de arhitectură de interes național, ambele în satul Stoenești: conacul Drugănescu, ulterior Târnoveanu-Știrbei (1731–1735, refăcut în 1940–1941) și biserica „Buna Vestire”-Drugănești (1723).
În rest, alte cinci obiective din comună sunt incluse în lista monumentelor istorice din județul Giurgiu ca monumente de interes local, toate clasificate ca monumente de arhitectură: biserica „Sfântul Nicolae” (1679–1715); conacul Djuvara (secolul al XIX-lea), ambele din satul Florești; casa Nicolae Marin (începutul secolului al XX-lea); biserica „Sfinții Apostoli Petru și Pavel” (1800–1801); și casa Mavrache (secolul al XIX-lea), astăzi complex sericicol, ultimele trei din satul Palanca.